# Scarabaeus piliventris
Scarabaeus piliventris là một loài bọ cánh cứng trong họ Bọ hung (Scarabaeidae).